# Ріо-Тінто
Тінто (ісп. Río Tinto) — річка на південному заході Іспанії в автономному регіоні Андалусія.

## Загальні положення

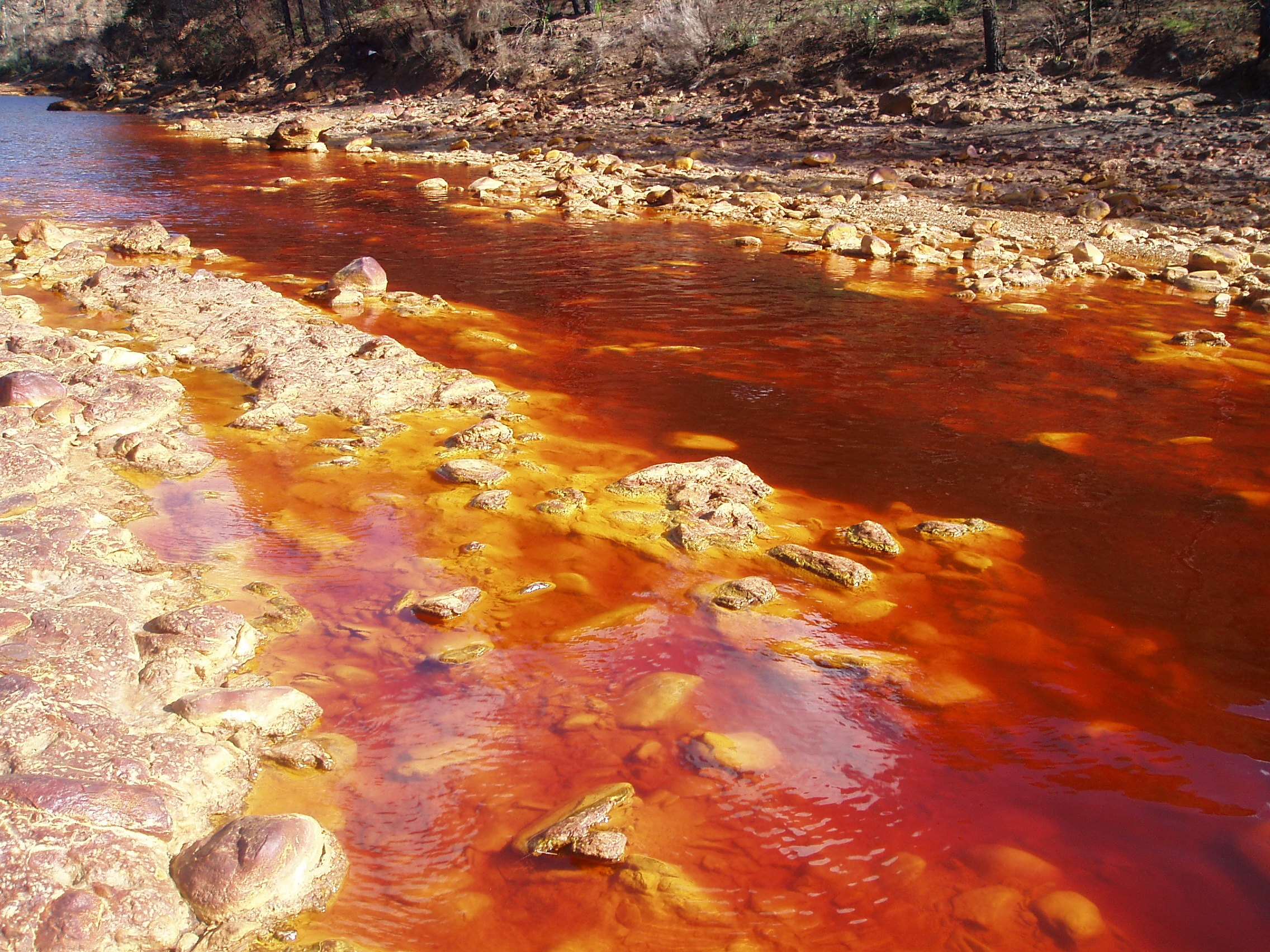

Бере початок на півночі провінції Уельва, в районі Сьєрра-де-Уельва, на північно-західній околиці міста Нерва. На південь від міста Уельва зливається із річкою Одіель, утворюючи естуарій Ріа-де-Уельва, та впадає в Атлантичний океан. У річці спостерігається висока концентрація міді та заліза, оскільки у верхів'ях вже 3000 років ведеться видобуток корисних копалин. Також це призвело до підвищеної кислотності води, яка становить pH ≤ 2, що відповідає рівню кислотності шлункового соку. Наряду із високою кислотністю, вода в річці також небезпечна для звичайних організмів, зокрема для людини, через особливі бактерії, що живуть в ній. Подібні організми були знайдені на Марсі[джерело?]. Це навернуло вчених на думку про те, що можливо ключ до загадки четвертої планети Сонячної системи перебувають саме в цій річці.

## Притоки
Найбільші притоки (від витоку до гирла):
- Рив'єра-дель-Жарама (ліва),
- Ріо-Корумбель (ліва),
- Рив'єра-де-Нікоба (права).

## Населенні пункти
На берегах річки розташовані такі населенні пункти (від витоку до гирла): Нерва, Беррокаль, Ньєбла, Сан-Хуан-дель-Пуерто, Могер, Уельва, Палос-де-ла-Фронтера.